# Vacupernius packeri
Vacupernius packeri är en dagsländeart som först beskrevs av Allen 1967.  Vacupernius packeri ingår i släktet Vacupernius och familjen Leptohyphidae. Inga underarter finns listade i Catalogue of Life.